# Émile Durier
 (avril 2016).
Pour les articles homonymes, voir Durier.
Louis-Émile Durier, né le 19 décembre 1828 à Paris et mort le 25 décembre 1890 dans le 8e arrondissement de Paris, était avocat, adjoint au maire de Paris (1870), secrétaire général du ministère de la Justice (1871-1873), bâtonnier de l'Ordre des avocats au barreau de Paris (1887-1889), et conseiller d'État.

## Biographie
Sa famille, originaire de Franche-Comté, appartenait à la bourgeoisie libérale. Son père était sous-chef de bureau au Ministère de la Justice. Jusqu'à l'âge de quatorze ans, Durier fut élevé exclusivement dans sa famille. Il fit des études classiques au collège Bourbon, aujourd'hui Lycée Condorcet. Lauréat au concours général, il y eut pour camarades Prévost-Paradol, Taine et Lanfrey qui restèrent ses amis. Puis, il continua ses études à l'École de Droit, où il fut l'élève de Jean-Joseph Bugnet. Lauréat de la Faculté de droit, il remporta l'un des prix de fin d'année.
Il entra d'abord, sous les conseils de son ami Ernest Picard, au conseil de surveillance du seul journal d’opposition de l'époque : Le Siècle. Peu après, il prit part aux campagnes électorales où commençait à se manifester l'opposition à l'Empire. Ainsi, dès 1848, il aida la candidature de son ancien maître Liouville[Qui ?], d’Hippolyte Carnot, de Michel Goudchaux, de Eugène Cavaignac.
Avocat au Barreau de Paris, à partir de 1850, on le remarqua dans la défense des prévenus politiques que poursuivait le gouvernement du Second Empire. Il a plaidé notamment pour Le Siècle, L'Opinion nationale, Le Courrier du Dimanche, L'Avenir national, pour les écrivains de cette presse indépendante, Jourdan, Alphonse Peyrat, Grégory Ganesco, Émile de Girardin. Une de ces affaires eut un retentissement particulier : la poursuite contre Ulysse Parent pour délit d'attroupement.
Attaché en qualité de collaborateur au cabinet de Liouville, le bâtonnier Berryer appela Durier au secrétariat de la Conférence, en 1853.
Ennemi déclaré de l'Empire, républicain convaincu, il avait pris place au Palais dans le groupe des opposants, avec Charles Floquet, Jules Ferry, Ferdinand Hérold, Anne-Charles Hérisson, Jean-Jules Clamageran, Dréo, Clément Laurier, Léon Gambetta. En 1863, il devenait un des membres les plus actifs du comité électoral organisé Rue Saint-Marc sous la présidence de Garnier-Pagès et qui donna lieu au procès des Treize en 1864. Avec Garnier-Pagès et Lazare Carnot, Treize républicains qui s’étaient réunis chez Garnier-Pagès peu avant des élections à Paris furent arrêtés pour réunion non autorisée et condamnés à 500 francs d’amende. Durier fut défendu par Dufaure. C'est des études de ce comité qu'est sorti le manuel qui devait servir de code à l'opposition lors des élections de 1869.
Aux élections de 1869, Durier se présenta contre Émile Ollivier, puis se désista en faveur de François-Désiré Bancel récemment rentré de l'exil.
L'Empire le désigna en 1870 secrétaire du Gouvernement de la Défense nationale. Membre du comité des jurisconsultes républicains; Après la Commune, adjoint à la mairie de Paris, il devint secrétaire général du ministère de la Justice, en février 1871 sous l'administration du garde des sceaux Dufaure, il conserva ce poste, jusqu'à la chute de Thiers le 24 mai 1873. En 1872, il devint Conseiller d'État en service extraordinaire;
Durier pris part, aux élections de 1876, à la campagne qui se termina par la victoire de Thiers dans le neuvième arrondissement.
En 1876, les suffrages de ses confrères portèrent Durier au Conseil de l'ordre, et le nommèrent bâtonnier en 1887. Les secrétaires d'Émile Durier ont été : Fréminet, Beurdclry, Dreyfus, Bulut, Lucien Henri, Anatole Léon, Duhamel, Lebluis, Bouchage, Émile Jamais, Jantct, Tronquois, Genets, Bouillon, Courtois, Cosnard, Félix Liouville, Duprey, Pontremoli, Duviard, Duguey, Crémieux, Henri Ruliert, Menant, Vezin et de Bénazé.
Il fut nommé membre du Comité consultatif de la Préfecture de la Seine en 1879.
Il plaida pour la duchesse de Chaulnes, pour le roi de Portugal contre les porteurs de l'emprunt de Dom Miguel, pour David Raynal, poursuivant Numa Gilly. Durier a également plaidé contre le Figaro, dans l'affaire Erckmann-Chatrian. C'est lui aussi qui a défendu Henri Chambige  devant la cour d'assises de Constantine, en 1888. Parmi ses derniers plaidoyers, celui qu'il a prononcé, pour Lavrenius, dans l'affaire des révolutionnaires russes, dans le procès des bombes, en 1890,.

## Vie privée
Émile Durier avait épousé Héloïse Ruffine de Bénazé, morte prématurément à Villiers-le-Bel, dans la propriété familiale. Celle-ci était issue d'une famille d'origine bretonne noble et d'extraction chevaleresque établie à Paris depuis la fin du XVIIIe siècle pour sa branche de La Villejosse, branche puînée issue de Pierre-René-François de Bénazé (1721-1766). Ils n'eurent pas d'enfant. Durier eût 2 filles et une petite fille. Il est mentionné dans une oraison funèbre ou publication qu'il laissa le support d'un gendre, sa mère et d'une petite fille.

## Décorations
- Officier de la Légion d'honneur[5]